# John Dryden
John Dryden (/ˈdraɪdən/; 
19 tháng 8 [O.S. 9 tháng 8] năm 1631-12 tháng 5 [O.S. 01 tháng 5] năm 1700) là một nhà thơ, phê bình văn học, dịch giả, nhà soạn kịch người Anh. Ông là người đã được nhận giải Poet Laureate đầu tiên của nước Anh  năm 1668.
Ông được coi là đã thống trị đời sống văn học của giai đoạn phục hồi nước Anh đến nỗi thời gian này đã được biết đến trong giới văn học với tên Thời đại Dryden. Walter Scott gọi ông là "Glorious John."

## Các tác phẩm tiêu biểu
- Astraea Redux, 1660
- The Wild Gallant (comedy), 1663

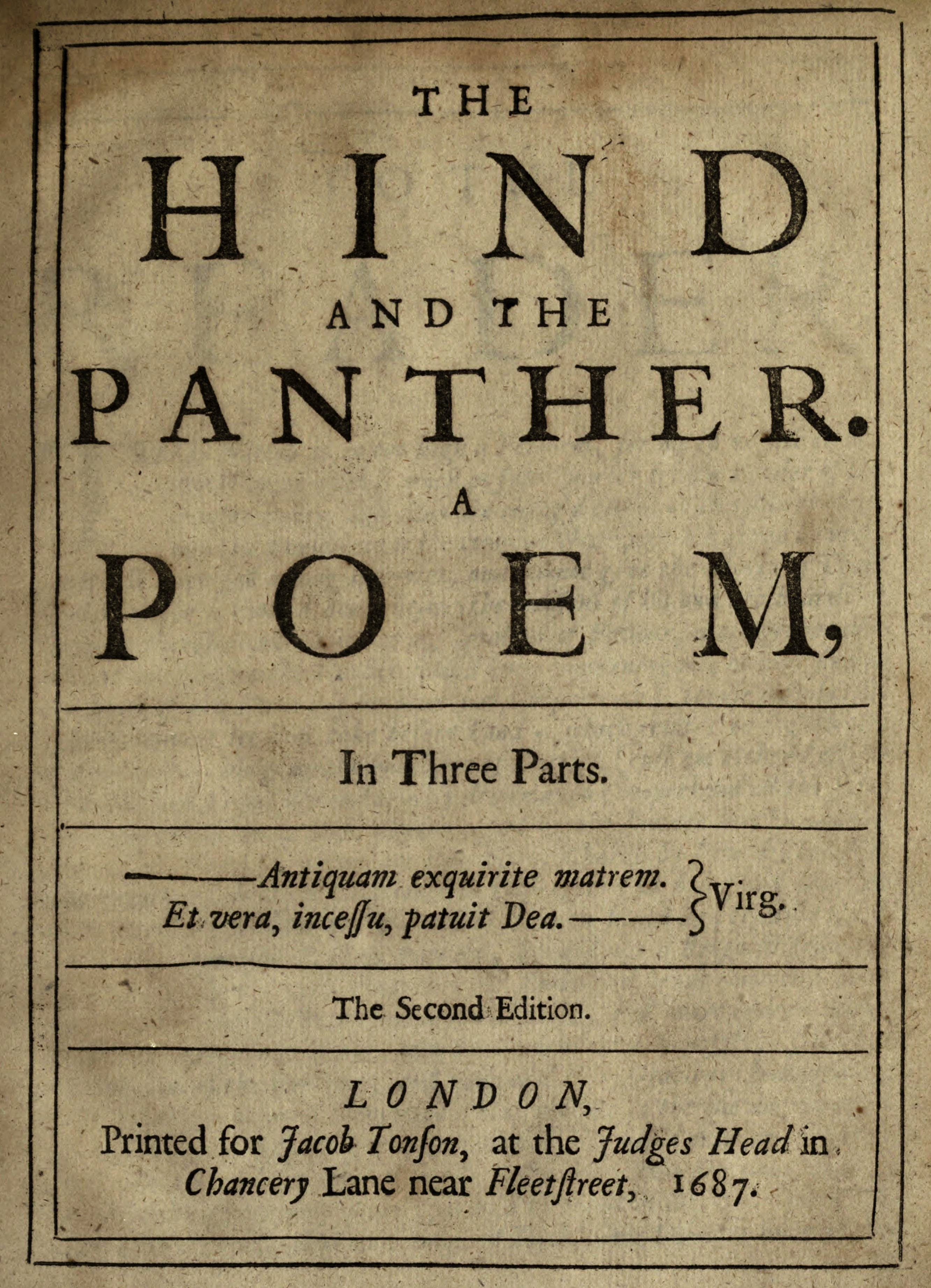
Trang bìa The Hind and the Panther

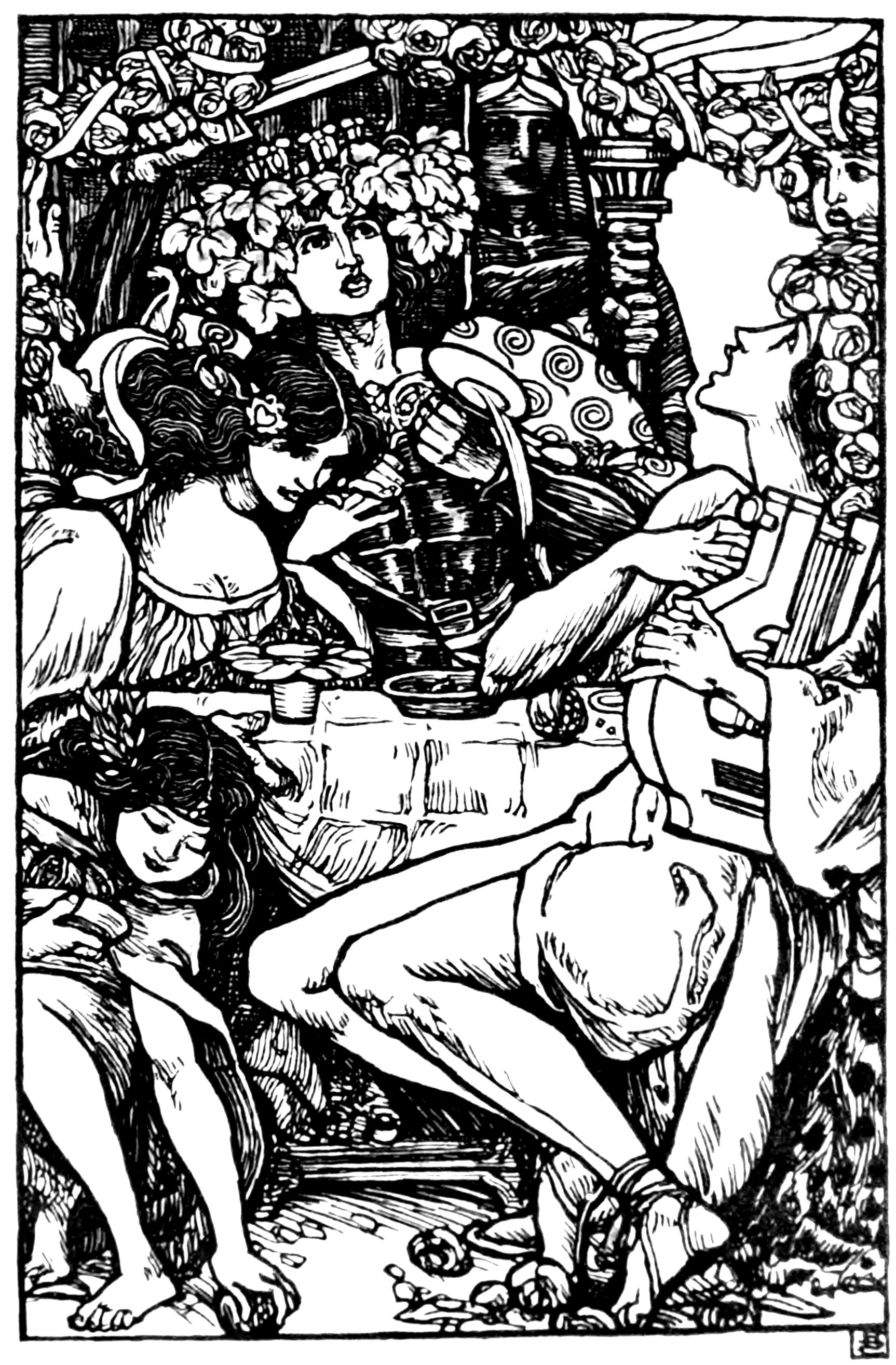
Tranh minh họa của Alexander's Feast

- The Indian Emperour (tragedy), 1665
- Annus Mirabilis (poem), 1667
- The Tempest, or The Enchanted Island (comedy), 1667, an adaptation with William D'Avenant of Shakespeare's The Tempest
- Secret Love, or The Maiden Queen, 1667
- An Essay of Dramatick Poesie, 1668
- An Evening's Love (comedy), 1668
- Tyrannick Love (tragedy), 1669
- The Conquest of Granada, 1670
- The Assignation, or Love in a Nunnery, 1672
- Marriage à la mode, 1672
- Amboyna, or the Cruelties of the Dutch to the English Merchants, 1673
- The Mistaken Husband (comedy), 1674
- Aureng-zebe, 1675
- All for Love, 1678
- Oedipus (heroic drama), 1679, an adaptation with Nathaniel Lee of Sophocles' Oedipus
- Absalom and Achitophel, 1681
- The Spanish Fryar, 1681
- Mac Flecknoe, 1682
- The Medal Lưu trữ ngày 18 tháng 11 năm 2015 tại Wayback Machine, 1682
- Religio Laici, 1682
- Threnodia Augustalis, 1685
- The Hind and the Panther, 1687
- A Song for St. Cecilia's Day, 1687
- Britannia Rediviva, 1688, written to mark the birth of a Prince of Wales.
- Epigram on Milton, 1688
- Amphitryon, 1690
- Don Sebastian (play), 1690
- Creator Spirit, by whose aid, 1690. Translation of Rabanus Maurus' Veni Creator Spiritus[3]
- King Arthur, 1691
- Cleomenes, 1692
- Love Triumphant, 1694
- The Works of Virgil, 1697
- Alexander's Feast, 1697
- Fables, Ancient and Modern, 1700
- The Art of Satire
- To the Memory of Mr. Oldham, 1684